# Languyan
Languyan là một đô thị hạng 3 ở tỉnh Tawi-Tawi, Philippines. Theo điều tra dân số năm 2000, đô thị này có dân số 42.040 người trong 7,771 hộ.

## Các đơn vị hành chính
Languyan được chia thành 20 barangay.
| - Bakong - Bas-bas Proper - Basnunuk - Darussalam - Languyan Proper (Pob.) - Maraning - Simalak - Tuhog-tuhog - Tumahubong - Tumbagaan | - Parang Pantay - Adnin - Bakaw-bakaw - BasLikud - Jakarta (Lookan Latuan) - Kalupag - Kiniktal - Marang-marang - Sikullis - Tubig Dakula |